# Абдулин, Ренат Фоотович
Рена́т Фоо́тович Абду́лин (род. 14 апреля 1982, Алма-Ата) — казахстанский футболист, защитник.

## Карьера
В 1999 году начал карьеру за алматинский «ЦСКА-Кайрат». За 2 года, сыграв 13 матчей, не забил ни одного гола. В 2001 году в «Кайрат» (Алматы). В 20 лет начал играть за усть-каменогорский «Восток-Алтын». Сыграв т44 матча за 2 сезона и не забив ни одного гола, вернулся обратно в «Кайрат». В клубе стал выступать под номером 77, несмотря на желание играть под номером 7. В 2007 году стал второй раз подряд капитаном команды.
Первым клубом, который прошёл в отборочный раунд Лиги чемпионов, для Абдулина стал алматинский «Кайрат». Клуб проиграл со счётом 4:1 словацкому клубу «Артмедиа».
Летом 2013 года перешёл в «Атырау».
С сентября 2022 — игрок команды чемпионата Краснодарского края «Виста-КубГУ» (Геленджик).

### В сборной
Ренат Абдулин выступал за сборную 16 раз и забил 1 гол. Дебют в сборной состоялся 17 апреля 2002 года. После 2003 года перестал выступать за сборную, но 7 февраля 2009 года снова получил вызов Шторка. Первый матч после долгого перерыва был сыгран 11 февраля 2009 года. Это был товарищеский матч с Эстонией.
10 октября 2014 года отличился голом в гостевом матче, против сборной Нидерландов, в рамках отборочного турнира Евро-2016 (1:3).

## Достижения
- Чемпион Казахстана (2): 2004, 2010

## Статистика выступлений за сборную
| Дата       | Соперник   | Счёт | Голы |
| ---------- | ---------- | ---- | ---- |
| 17.04.2002 | Латвия     | 1:2  | -    |
| 06.06.2003 | Польша     | 0:3  | -    |
| 20.08.2003 | Португалия | 0:1  | -    |
| 11.02.2009 | Эстония    | 2:0  | -    |
| 01.04.2009 | Беларусь   | 1:5  | 1    |
| 06.06.2009 | Англия     | 0:4  | -    |
| 10.06.2009 | Украина    | 1:2  | -    |
| 09.09.2009 | Андорра    | 3:1  | -    |
| 10.10.2009 | Беларусь   | 0:4  | -    |
| 14.10.2009 | Хорватия   | 1:2  | -    |
| 03.03.2010 | Молдова    | 0:1  | -    |
| 11.08.2010 | Оман       | 3:1  | -    |
| 03.09.2010 | Турция     | 0:3  | -    |
| 07.09.2010 | Австрия    | 0:2  | -    |
| 08.10.2010 | Бельгия    | 0:2  | -    |
| 12.10.2010 | Германия   | 0:3  | -    |